# Quararibea caldasiana
Quararibea caldasiana är en malvaväxtart som beskrevs av Fern.Alonso. Quararibea caldasiana ingår i släktet Quararibea och familjen malvaväxter. Inga underarter finns listade i Catalogue of Life.